# Miltiadis Gurufidis
Miltiadis Gurufidis –en griego, Μιλτιάδης Γουρουφίδης– (14 de abril de 1980) es un deportista griego que compitió en taekwondo. Ganó una medalla de bronce en el Campeonato Europeo de Taekwondo de 2005, en la categoría de –58 kg.

## Palmarés internacional
| Campeonato Europeo | Campeonato Europeo    | Campeonato Europeo | Campeonato Europeo |
| Año                | Lugar                 | Medalla            | Categoría          |
| ------------------ | --------------------- | ------------------ | ------------------ |
| 2005               | Riga (Letonia)        | Medalla de bronce  | –58 kg             |
| Universiadas       |                       |                    |                    |
| Año                | Lugar                 | Medalla            | Categoría          |
| 2003               | Daegu (Corea del Sur) | Medalla de bronce  | –62 kg             |